# Nova Varoš
Nova Varoš (cyr. Нова Варош) – miasto w południowo-zachodniej Serbii, w okręgu zlatiborskim, siedziba gminy Nova Varoš. W 2011 roku liczyło 8795 mieszkańców.